# 日本口腔診断学会
一般社団法人日本口腔診断学会（にほんこうくうしんだんがっかい、The Japanese Society of Oral Diagnosis/Oral Medicine;JSODOM）とは、口腔診断学を中心とした学問を取り扱う専門学術団体の一つである。日本歯科医学会の認定分科会。

## 概要
1998年に設立された。2011年9月30日現在、会員数1,097名。2012年現在、理事長は笹野高嗣。

## 総会
- 年1回

## 学会誌
- 『日本口腔診断学会雑誌』年2回発刊 ISSN 0914-9694 全国書誌番号:00071815

## 専門認定
- 歯科医師
  - 日本口腔診断学会認定医
  - 日本口腔診断学会指導医

## 大会等
| 年     | 月日          | 名称                                                        | 会長     | 会場                         | テーマ         | 参加者数 | 備考                       |
| ------ | ------------- | ----------------------------------------------------------- | -------- | ---------------------------- | -------------- | -------- | -------------------------- |
| 2010年 | 5月29日～30日 | 第23回日本口腔診断学会総会・学術大会                        | 伊藤孝訓 | 日本大学松戸歯学部           |                |          | [ 3 ]                      |
| 2011年 | 5月21日～22日 | 第24回日本口腔診断学会総会・学術大会                        | 佐藤泰則 | 東京医科歯科大学歯学部       | 包括的口腔診断 |          | [ 4 ]                      |
| 2012年 | 9月21日～22日 | 第25回日本口腔診断学会・第22回日本口腔内科学会 合同学術大会 | 町野守   | 学術総合センター一橋記念講堂 | 唾液           |          | 日本口腔内科学会と合同開催 |

## 加盟団体
- 日本歯科医学会
- 日本歯学系学会協議会

## 関連事項
- 歯学／歯科／臨床検査／臨床検査科
- 口腔診断学／歯科放射線学／口腔病理学
- 学会の一覧／研究会